# Ember Mária
Ember Mária, 1950-ig Elsner (Abádszalók, 1931. április 19. – Budapest, 2001. december 30.) magyar író, újságíró, műkritikus, műfordító, történész, kutató.

## Élete
A budapesti bölcsészkaron magyar–német szakos diplomát szerzett.
1950-től az Athenaeum Könyvkiadó lektorgyakornoka, majd az Irodalmi Újság újságíró-gyakornoka.
1951-től az Irodalmi Újság munkatársa.
Az 1956-os forradalomban részt vevő társ, Hegedűs B. András meg nem tagadása miatt hosszú időre eltiltották hivatásának gyakorlásától. Azokban az években általános iskolai tanárként dolgozott. Az 1956-os forradalmat vállaló meggyőződéséért fél évtizedig a német nyelv és a magyar irodalom tanításából élt (1957–1961), a Neue Zeitung munkatársa (1961) és a Pesti Műsor szerkesztőségi tagja is volt.
Testvére Ember Judit, filmrendező.

## Munkája
Ember Mária nem volt főállású író, megélnie mindig az újságírásból, a szerkesztésből kellett, nevéhez kiváló képzőművészeti kritikák és útikönyvek is fűződnek. Első regénye, a Magamnak mesélem 1968-ban, Véletlenek című kisregénye 1971-ben látott napvilágot. Hajtűkanyar című regénye 1974-ben jelent meg, amelyben a szépirodalmat történeti dokumentumokkal szervesítve tulajdonképpen új műfajt teremtett.
Első regénye (Magamnak mesélem; 1968) egy tragikus tévútnak a kezdetéről szól, leányregény, egy nyári táborozás története, kis szerelmekkel, a NÉKOSZ vezetőképző tábora, a lélektelen intézkedések engedelmes végrehajtására. Kevés mű szólt hasonló tisztánlátással a keletkező új korszak, közösség és réteg vonzásáról, veszélyeiről. Ember Mária műveinek alapkonfliktusa az egyén és a közösség, a befogadás és a kitaszítottság kettőssége.
A magyarországi holokauszt-szépirodalom első hírnökeként 1974-ben megjelent és szokatlanul nagy visszhangot kiváltó Hajtűkanyar nyomán – kezdetben egykönyvesként, vagy egytémájú alkotóként említik őt. A történelmet beszéli el, a debreceni zsidó családok kitaszíttatását, lágerbe hurcoltatását és megmenekülését.
Nevezetes mottója, hogy „ő nem a zsidó sors, hanem a magyar történelem elbeszélésére vállalkozott”.
1991-ig a  Magyar Nemzet olvasószerkesztőjeként dolgozott.
A Barátság című, Magyarország népei kölcsönös megismerését szolgáló kulturális és közéleti folyóiratot civil kezdeményezésként 1994-ben alapította Mayer Évával
Az 1980-as évek végén az 1953-as Wallenberg koncepciós per nyomán kutatásokat kezdett. A per egyik áldozata Szalai Pál az USA-ból Budapestre látogatott, és felkereste őt. A Magyar Nemzetben megjelent beszélgetés nyomán Ember Mária kutatást folytatott budapesti és moszkvai levéltárakban. Könyve 1992-ben (Ránk akarták kenni, Héttorony Könyvkiadó) dokumentálja az 1953-as koncepciós pert.

## Könyvei
- Magamnak mesélem, regény, 1968

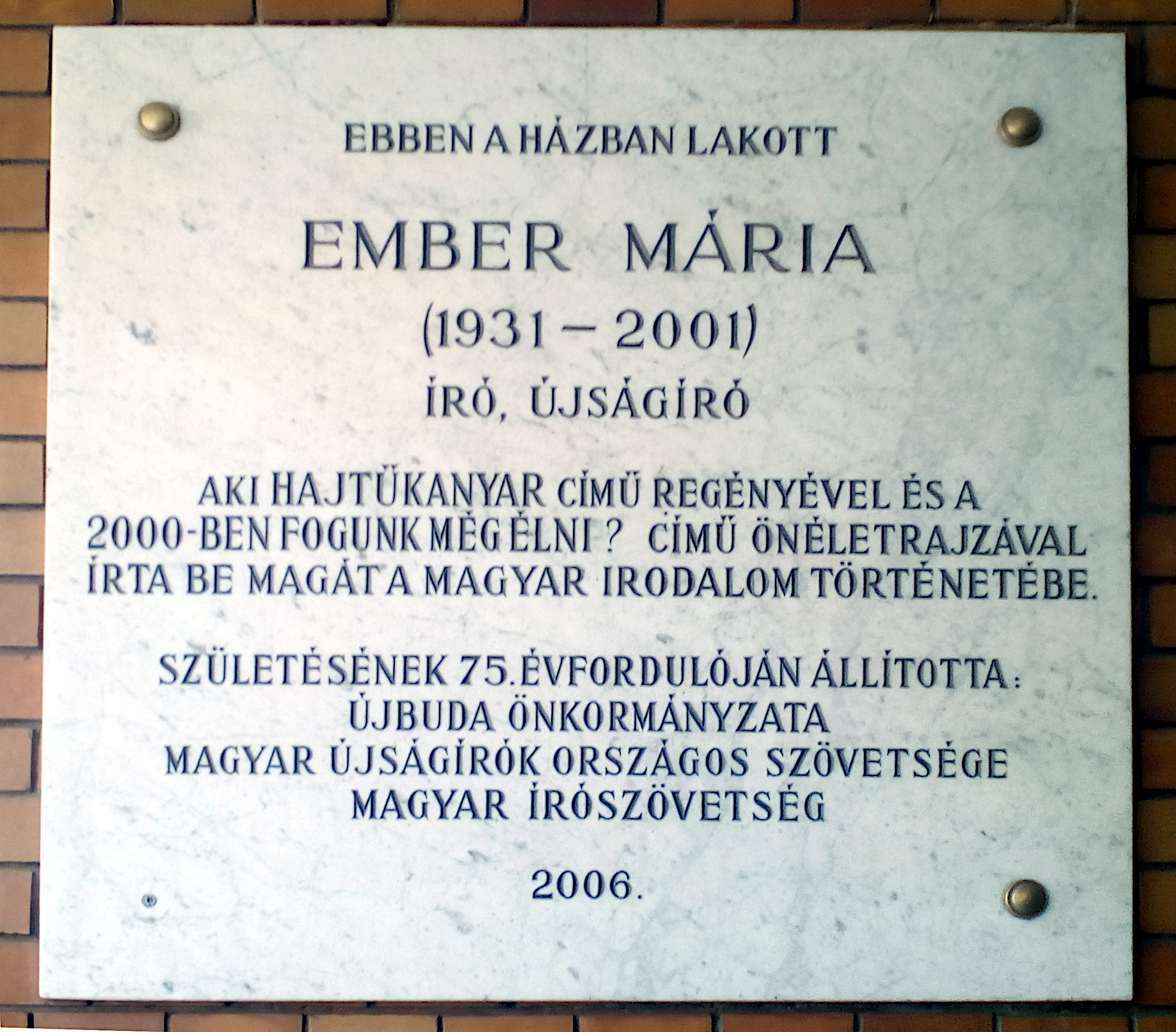
Emléktáblája Budapest XI. kerületében

- Berlin, az NDK fővárosa, Panoráma útikönyv, Medicina Kiadó, 1969, átdolg., 2. kiadás, 1977, 3. jav., bőv. kiad. 1988
- München, Medicina Kiadó, Panoráma útikönyv, 1971
- Véletlenek, kisregény, Szépirodalmi Könyvkiadó, Budapest, 1971, 239 oldal
- Frankfurt am Main, Medicina Kiadó, Budapest, 1974, 211 oldal, Panoráma külföldi útikönyvek sorozat ISBN 963-243-016-6
- Hajtűkanyar, Szépirodalmi, Budapest, 1974, 383 oldal ISBN 963-15-0057-8, Katalizátor Iroda, 1994 ISBN 9637467173
- Rablás a Ringen, Magvető Könyvkiadó, Budapest, 1978
- Aktavers és egyéb történetek, Magvető, Budapest, 1979
- Nevetséges, Kozmosz Könyvek, 1979 – Kaján Tibor illusztrációival
- Bajorországi utazások, Medicina Kiadó, Panoráma útikönyv, Budapest, 1980
- Kutyát küldött a tenger, Móra Könyvkiadó, Budapest, 1982
- Bárszék az éjszakában, Magvető, Budapest, 1983
- Nyugat-Berlin, útikönyv, 1985
- Viccgyűjtemény, 1985, 2., bőv. kiad. 1988
- Bécs, útikönyv, Medicina Kiadó, Panoráma útikönyv, 1986
- Jár-kel, mint zsidóban a fájdalom (1988)
- A halálvonat artistái és más történelmi interjúk, 1989
- Politikai viccgyűjtemény, Szerzői magánkiadás, 1989, 103 oldal
- Ránk akarták kenni, Héttorony Könyvkiadó, 1992
- Wallenberg Budapesten, Városháza, Budapest, 2000
- 2000-ben fogunk még élni? (Múlt és Jövő, Budapest, 2001)
- El a faluból (Múlt és Jövő, Budapest, 2002)
- Naplónak indult (Noran, Budapest, 2005) ISBN 9637416455
- Mindent késve (1956-os napló, Budapest, 2006)

## Emlékezete
- Szülővárosának, Abádszalóknak díszpolgára.[5]
- Abádszalókon 2004-ben felavatták szobrát, nevét viseli a helyi könyvtár. Az ünnepségen Göncz Árpád író és küzdőtárs, barát emlékezett rá.
- 2006 májusban emléktáblát kapott Újbudán (XI. ker. Fehérvári út 31.). Születésének 75. évfordulója alkalmából kollégák, barátok, tisztelők a Barátság című folyóirat szervezte irodalmi zenés délutánon a Karinthy Szalonban 2006. április 25-én.
- "Messzeringó gyermekkorom világa" : késői találkozás Ember Máriával / Kovács Miklós ; [kiad. Abádszalók Nagyközség Önkormányzata], 2003
- 2017-ben a Raoul Wallenberg Egyesület Ember Mária-díjat(wd) alapított azoknak, „akik munkásságukkal kiemelkedően mutatták be a magyar–zsidó együttélés történetét, a soá tragikus eseményeit a magyar történelem és kultúra részeként jelenítették meg, kiemelten hozzájárultak a rasszizmus elleni küzdelemhez és az emberi jogok érvényesüléséhez.”[6]